# No Mercy (2008)
Pour les articles homonymes, voir No Mercy.
No Mercy 2008, événement de catch, s'est déroulé le 5 octobre 2008 à la Rose Garden Arena située à Portland (Oregon).
- Dark Match : Carlito & Primo Colon def. Johnny Morrison & The Miz
- Matt Hardy (c) def. Mark Henry (w/Tony Atlas) pour conserver le ECW Championship (8:08)
  - Matt Hardy l'a emporté après avoir contré un World Strongest Slam en Twist Of Fate.
- WWE Women's Championship : Beth Phoenix (w/Santino Marella) (c) def. Candice Michelle (4.40)
  - Beth Phoenix l'a emporté après un Glam Slam.
  - C'est le deuxième No Mercy de suite où Candice Michelle et Beth Phoenix s'affrontent
- Rey Mysterio def. Kane par DQ (10.10)
  - Kane a frappé Rey Mysterio avec une chaise pour se faire disqualifier.
  - Rey Mysterio garde son masque.
- Batista def. JBL (5.18)
  - Batista l'a emporté après un Batista Bomb.
  - Batista est ainsi devenu le challenger numéro 1 pour le World Heavyweight Championship.
- Big Show def. The Undertaker par KO (10.04)
  - Big Show a mis l'Undertaker KO en enlevant la protection du coin et mettant trois Knockout Punch
  - Ce match continua la série de défaites de l'Undertaker à No Mercy depuis 2002.
- Triple H (c) def. Jeff Hardy pour conserver le WWE Championship(17.02)
  - Triple H a effectué le tombé sur Hardy en contrant le tombé de Hardy après une Swanton Bomb en un autre tombé
- Chris Jericho (c) def. Shawn Michaels dans un Ladder Match pour conserver le WWE World Heavyweight Championship (22.20)
  - Jericho a décroché la ceinture après avoir fait chuter Michaels du haut de l'échelle avec un coup de tête.
  - Lance Cade est intervenu en faveur de Chris Jericho